# 아디스아바바 조약
1896년 10월 23일에 체결된 아디스아바바 조약은 제1차 이탈리아-에티오피아 전쟁을 공식적으로 종결시켰으며, 대부분 에티오피아에 유리한 조건이었다. 이 조약은 같은 해 3월 결정적인 아두와 전투 이후 며칠 만에 에티오피아와 이탈리아 사이에 협상된 비밀 협정을 대체했다. 아두와 전투에서는 메넬리크 2세가 지휘하는 에티오피아군이 이탈리아군을 격파했다. 이탈리아가 가장 중요하게 양보한 것은 우찰레 조약을 폐기하고 에티오피아를 독립국으로 인정한 것이었다.
이 조약 체결 후 다음 해가 끝나기 전, 에티오피아와 국경을 접하는 식민지를 소유했던 영국과 프랑스도 에티오피아를 대등하게 대우하는 조약을 체결했다. 프랑스와의 조약은 1897년 1월 말에 체결되었고, 영국과의 조약은 1897년 5월 14일에 체결되었다.

## 조약 협상
이탈리아어로 된 우찰레 조약의 이탈리아어 본문에는 에티오피아가 모든 외교를 이탈리아를 통해 수행해야 한다고 명시되어 있어 에티오피아를 사실상 이탈리아의 보호국으로 만들었지만, 암하라어 버전에서는 에티오피아가 이탈리아 정부를 통해 제3국과 소통할 수 있는 선택권만 주어졌다. 암하라어 본문과의 이러한 차이를 알게 된 메넬리크 황제는 자신이 이탈리아인들에게 속았다고 믿었고, 이는 양국 간의 전쟁으로 이어졌다. 더욱이 이탈리아인들은 1889년 조약 체결부터 1895년 적대 행위가 시작될 때까지 몇 달 동안 에티오피아 영토를 조심스럽게 침범하고 있었다.
한편, 아두와에서의 승리로 메넬리크는 3,000명의 이탈리아 병사들을 포로로 잡았고, 에리트레아에 있는 사기가 꺾인 이탈리아 군 잔존병들은 언제든지 바다로 쫓겨날 것을 두려워하고 있었다. 또한, 패전 소식이 이탈리아에 전해지자 프란체스코 크리스피 총리는 사임할 수밖에 없었다. 에티오피아 황제 메넬리크는 강자의 위치에서 협상하고 있었다.
토마소 살사 소령이 3월 11일에 제시한 이탈리아의 초기 제안은 메넬리크에게 우찰레 조약의 폐기와 새로운 평화 및 우호 조약을 제안했지만, 그 대가로 그는 "어떤 다른 세력의 보호국도 받아들이지 않겠다는 확고한 목표"를 유지해야 했다. 메넬리크는 자신의 제국의 독립을 유지하기 위해 전쟁을 벌였지, 한 주인을 다른 주인으로 바꾸기 위함이 아니었다. 역사가 해럴드 G. 마르쿠스에 따르면, 메넬리크는 이 제안에 너무 분노하여 비밀 휴전의 반환을 요구하며 살사 소령을 그때까지 인질로 잡겠다고 말했다고 한다.
이탈리아가 우찰레 조약의 무조건적인 폐기와 에티오피아의 주권 독립 인정을 최종적으로 동의한 것은 8월 23일이 되어서였다. 이탈리아가 이 점에 동의하자 협상은 빠르게 진행되었다. "상당히 온화한 감금" (마르쿠스의 표현)을 즐겼던 이탈리아 전쟁 포로들은 송환될 것이며, 이탈리아는 그들의 유지비로 1천만 이탈리아 리라를 지불할 것이었다. 가장 놀랍게도, 이탈리아인들은 마렙-벨레사강과 메이/무니강 너머에 점령했던 영토의 대부분, 아니 전부를 유지할 것이었다. 아비시니아 군주주의자들에 따르면 메넬리크는 예로부터 에티오피아 제국의 일부로 여겨졌던 티그라이의 상당 부분을 포기했다.
에티오피아 본토와 에리트레아 사이의 국경은 1900년, 1902년, 그리고 1908년의 일련의 협정을 통해 더욱 명확해졌다.